# Hovawart

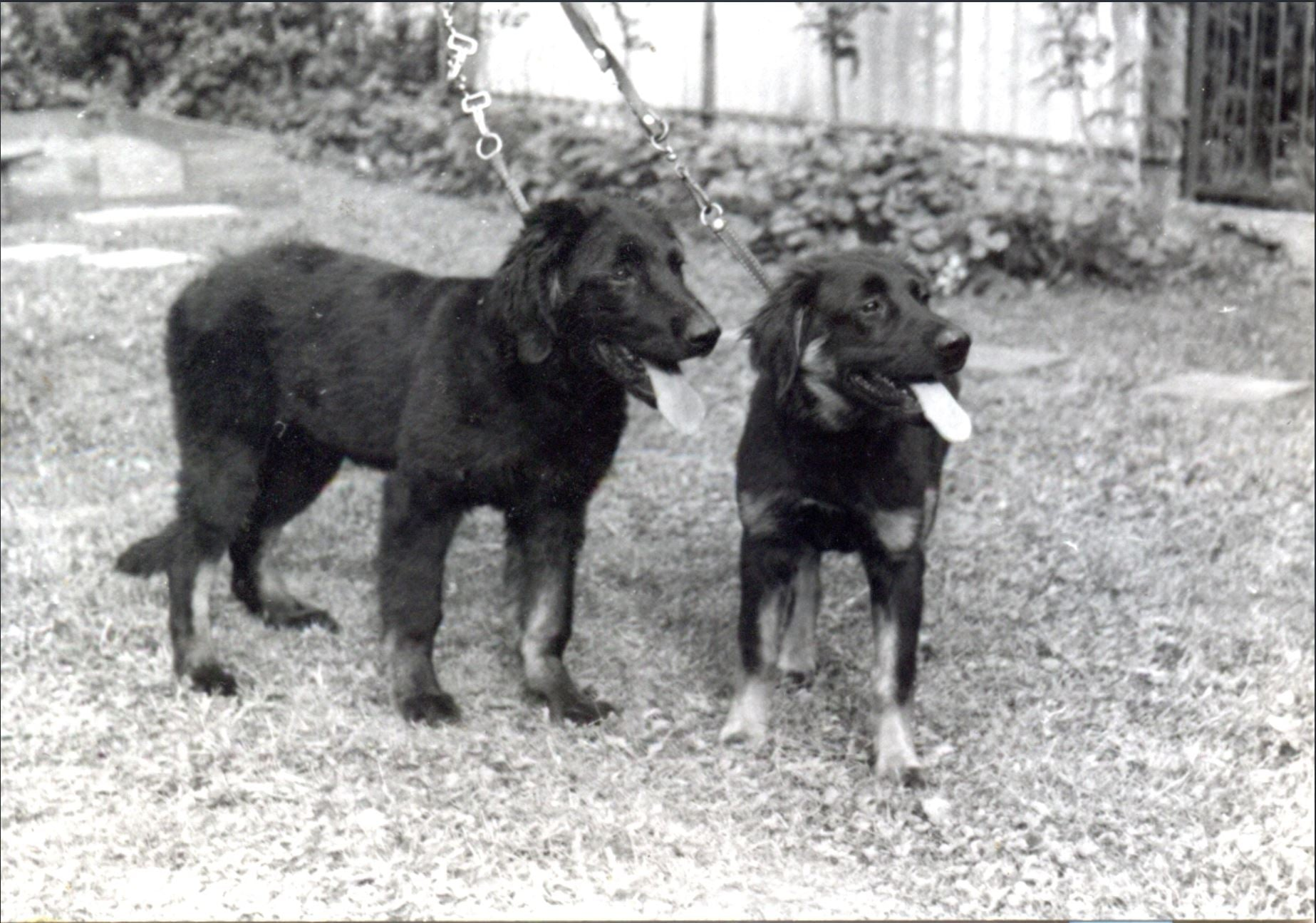
Ettienne vom Blauen Band und Fee vom Siegfriedshof

Hovawart (psáno též hovavart, lidově hovík) je středně velké německé psí plemeno. Tito všestranně využitelní psi jsou cenění i jako rodinní společníci s dobrým vztahem k dětem a jiným zvířatům.
Označení „hovawart“, respektive „hovewart“, vzniklo spojením německých slov Hof, dvůr, a warten, tedy hlídat. Poprvé se objevilo již ve 13. století, nicméně současní hovawarti jsou nové plemeno vyšlechtěné ve 20. století a sdílí s původními středověkými psy prakticky pouze označení. Hovawarti vznikli křížením bernských salašnických psů, landseerů, kuvaszů a další dlouhosrstých plemen. Od roku 1937 jsou uznáni Mezinárodní kynologickou federací (FCI) a v Česku je zastřešuje jeden chovatelský klub.
Povahově se jedná o přátelské a aktivní psy s vlohami pro hlídání. Jsou tolerantní k dětem a hodí se i pro různé druhy výcviku: například záchranářského nebo pasteveckého. Hodí se i pro různé psí sporty, například agility, dogdancing nebo flyball.

## Historie
Psi, označováni jako „hovawarti“ nebo „hovewarti“, jsou poprvé zmiňováni ve 13. století v právnických spisech Saské zrcadlo (Sachsenspiegel) a Švábské zrcadlo (Schwabenspiegel). Tehdy také vznikla pověst vázající se k autorovi Saského zrcadla Eike von Repgowi, podle které měl být jedním takovým psem zachráněn, když byla jeho tvrz napadena Lužickými Srby. Jednalo se o psy chované především šlechtou jako strážci majetku. Měli být velcí, útoční a ostražití. Ucelené zprávy o vzhledu tehdejší hovawartů se ale nedochovaly, nemuselo se tedy jednat o stejné psy, jako v současnosti. Jednou z výjimek je zmínka básníka Heinricha von dem Türlin, který přirovnal vzpřímené uši své příběhové stvůry k uším hovawartů. Plemeno ale poté z větší části vymizelo, ne-li zcela vymřelo.

### Začátky organizovaného chovu

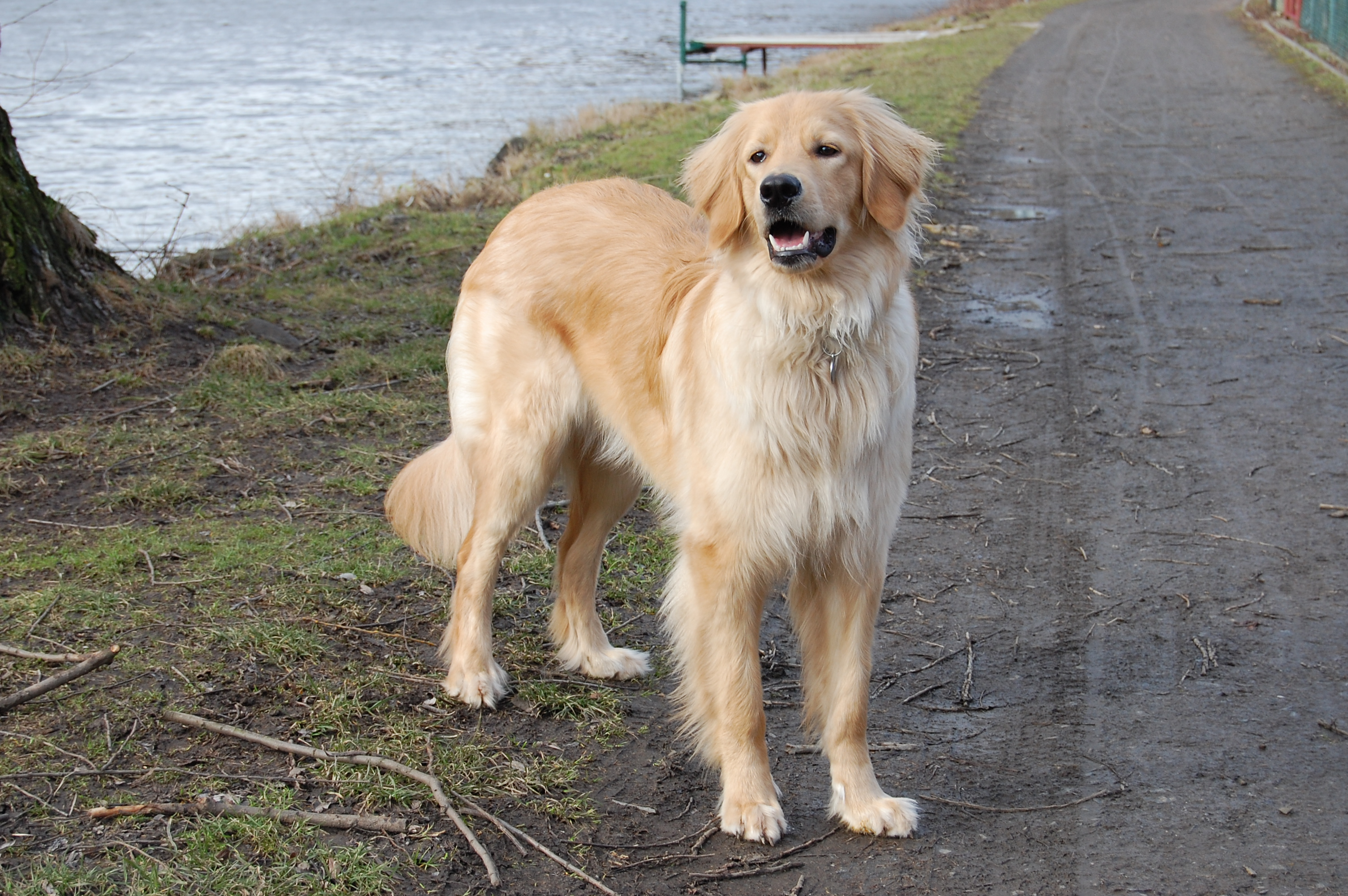
Desetiměsíční plavá fena hovawarta

Ke snahám o rekonstrukci původního středověkého plemene a následně i organizovanému chovu došlo ve 20. století. Předcházela tomu zmínka Maxe von Stephanitze, německého kynologa a šlechtitele, ve standardu německých ovčáků v jeho knize Der deutsche Schäferhund in Wort und Bild, kde uváděl hovawarty jako jejich možné předky. Následně v roce 1908 zahájil Bertram König křížení různých psů s cílem vyšlechtění původních dlouhosrstých selských psů. Použil poměrně mohutné psy s hustou a delší srstí, mohl mezi nimi být i bernský salašnický pes. Většinou pocházeli z okolí pohoří Harz nebo Schwarzwaldu. O dva roky později zveřejnil výsledky Königova šlechtění jeho syn Kurt F. König, další šlechtění ale přerušila první světová válka. Pokračoval tedy po jejím skončení, když nalezl několik vhodných jedinců; mezi nimi i fenu landseera Dinu. Jeho první psi měli všichni zbarvení černé se znaky, nicméně Königovým cílem byla vyrovnaná a inteligentní povaha a také přirozené nadání pro hlídání.
Za skutečný počátek organizovaného chovu je považován rok 1922, kdy byl ve městě Thale v Sasku-Anhaltsku založen první chovatelský klub. Jedním z jeho zakladatelů byl i König. O deset let později, v březnu 1932, se pak chovateli Alwinovi Buschovi narodil pes Castor Meyer–Busch, významný plemeník, kterého lze vysledovat v rodokmenech většiny moderních hovawartů. Jeho předky byli kuvaszové, novofundlandští psi a tehdejší němečtí ovčáci. Zřejmě byla v chovu použita i jedna africká fena typu chrta a uváděni bývají též gordonsetři. Jedni z prvních vyšlechtěných hovawartů měli mít i černá sedla, nicméně tento jev byl postupně vyeliminován.
Plemeno bylo Mezinárodní kynologickou federací (FCI) uznáno v roce 1937.

### Poválečné období
Během druhé světové války chovatelství upadlo a ve šlechtění se nepokračovalo, mnoho psů navíc zemřelo. Ani po roce 1945 se neobnovily původní vazby mezi chovateli a vytvářely se tak úzce regionální formy, každá s jiným genetickým základem: hamburská, oldenburská, koburská nebo berlínská. Jednotlivé varianty si navíc zakládaly i vlastní chovatelské kluby, vznikl tedy například berlínský Klub přátel hovawartů. V 50. letech se kluby začaly dohadovat o spojení v jeden a nakonec všichni chovatelé vstoupili do koburského Plemenného spolku pro hovawarty (zkratkou RZV). Současně se také hovawarti začínali rozšiřovat i do okolních zemí, především do Nizozemska a Švýcarska. V těchto zemích byly v roce 1959 založeny chovatelské kluby, v následující dekádě se jejich příkladem řídily i další země, například ve Skandinávii. Od roku 1964 se oficiálně jedná o pracovní plemeno. V 80. letech byly kluby chovatelů hovawartů založeny i ve Spojených státech, Velké Británii a Francii.
V roce 1983 byla na popud RZV založena Internationale Hovawart-Föderation (IHF, anglicky International Hovawart-Federation). Při jejím založení stálo devět zemí a cílem bylo sjednocení plemene exteriérově i charakterově. Později byly založeny i další spolky, mezi nimi i Hovawart Verein Deutschland (HZD).

### Chov vČesku
První import hovawarta na území Česka zřejmě proběhl v roce 1967, kdy Jiří Blažek dovezl černou fenu se znaky jménem Anett von Vogelhof. Nicméně jako počátek organizovaného chovu bývá popisován až import prvního chovného páru Luďkem Novákem v roce 1982. Jednalo se o dvojici z Německa: černého psa Etienna vom Bllauen Band a černou fenu se znaky Fee vom Siegfriedshof. V březnu 1986 se pak v Novákově chovatelské stanici „Z Páralovy zahrady“ narodil první vrh. Matkou štěňat ale nebyla Fee, nýbrž druhá dovezená fena Lima von Elbflorenz. Popularita hovawartů od té doby v Česku stoupala: v roce 1990 bylo již evidováno 10 chovatelských stanic, roku 1994 dokonce 48. K 9. květnu 2019 bylo registrováno 1058 chovatelských stanic a 10 294 jedinců.
V Česku plemeno zastřešuje jediný klub, tedy Hovawart klub ČR, registrovaný u Českého kynologického svazu. Po dvouleté zkušební době se klub v roce 2000 též stal členem spolku IHF: vůbec jako první stát bývalého východního bloku.

## Vzhled

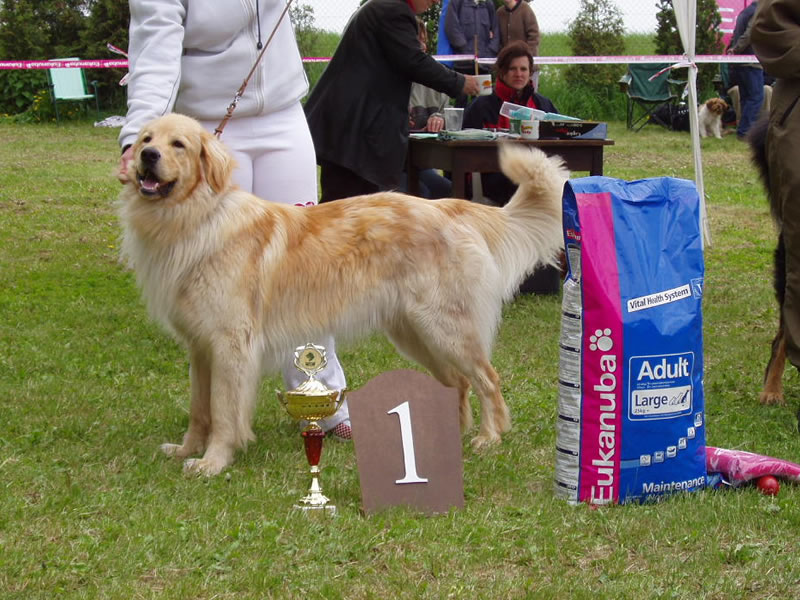
Plavý hovawart ve výstavním postoji

Hovawarti jsou středně velcí, silní, dlouhosrstí psi s protáhlým tělem a delší tělesnou stavbou. Dle tvaru hlavy i stavby těla je pes (samec) snadno odlišitelný od feny, která má jemnější rysy. Psi dosahují kohoutkové výšky 63–70 cm, feny 58–65 cm. Váhu standard neuvádí, nicméně pohybuje se v širokém rozmezí od 25 do 41 kg. Obvod krku je 48 až 60 cm, délka hřbetu 65 až 75 cm.
Kůže je dobře přiléhavá, u plavých jedinců bývá růžová, zatímco u černých a černých se znaky tmavomodrá. Je hustě pokrytá srstí, která je jejich výrazným znakem a měla by být dlouhá, lehce zvlněná, přiléhavá a s menším dílem podsady. Na hlavě a přední straně končetin je kratší, než na zbytku těla. Jsou uznávána pouze tři zbarvení: plavé, černé se znaky a černé. Plaví jedinci jsou na dolních partiích světlejší než na zbytku těla a pigmentace sliznic je tmavá až černá. Černí psi se znaky, tzv. black and tan, mají jasně ohraničené plavé znaky na nohou, hrudi a obličeji.
Hlava má široké klenuté čelo, dobře zřetelný stop a silná morda, která se při pohledu ze strany i shora zužují. Uši jsou trojúhelníkového tvaru se zakulacenými konci, částečně vztyčené. Pokud je pes v pozoru, měly by být směrovány dopředu. Oči jsou oválné, s dobře přiléhajícími víčky. Zbarvení duhovky by mělo být tmavě hnědé nebo mírně světlejší. Nosní houba by měla mít černou pigmentaci, nicméně světlá barva je též přípustná, na rozdíl od pysků, které musí být černé. Přípustný je nůžkový i klešťový skus. Krk hovawarta by měl být středně dlouhý a bez laloku. Na rovný hřbet navazuje mírně spáditá záď s bohatě osrstěným ocasem, který sahá až po hlezna. Může být nesený volně svěšený nebo nad hřbetem. Hrudní končetiny by měly být silné a rovné, lopatky dobře oslavené. Kulaté a kompaktní tlapky nesmí mít paspárky. Drápy mohou být u tmavých jedinců černé, u plavých je možná světlejší pigmentace.
Za diskvalifikační vadu je považován příliš samičí výraz u psů a naopak. Kohoutková výška nesmí přesahovat více než tři centimetry nad standardem danou hranicí. Hovawarti jsou též z chovu vyřazováni za jakékoliv jiné zbarvení než tři základní, jde například o hnědé, modrošedé nebo čistě bílé jedince. Stejně tak je zakázána jakákoliv nestandardní barva duhovky.

### Podobná plemena
Plaví hovawarti jsou snadno zaměnitelní se zlatými retrívry, liší se ale například výškou: standardní kohoutková výška zlatých retrívrů se pohybuje mezi 51 a 61 cm, u hovawartů je to 58 až 70 cm. Také mají jemnější konstrukci, užší hrudník a jejich srst není tolik tvořena podsadou jako u zlatých retrívrů. Čistě černí hovawarti mohou být zase zaměněni za flat coated retrívry, kteří jsou podobně stavění a je pro ně typická elegance. Nicméně retrívři mají jiné držení ocasu, drobnější hlavu a největší rozdíly lze pozorovat v povaze: zatímco oni jsou společníci s vlohami pro lov, hovawarti jsou lepší hlídači.

## Charakter a péče

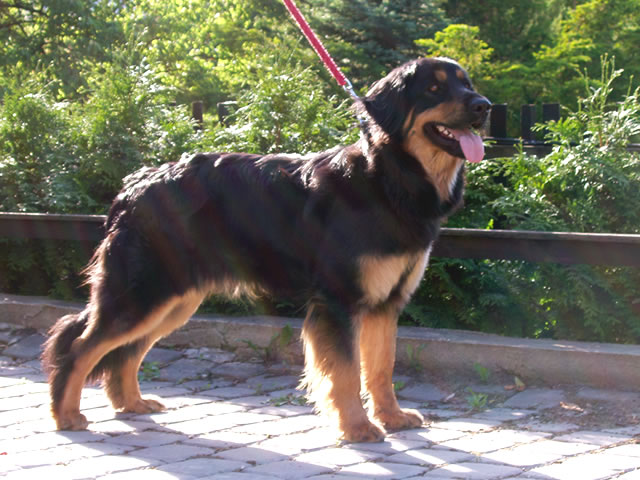
Hovawart ve zbarvení černý se znaky

Hovawarti jsou aktivní, vyrovnaní, inteligentní a přátelští psi. Ačkoliv si částečně zachovali svoji tvrdohlavost a rustikálnost, jsou dobře ovladatelní a snadno se cvičí. Dle standardu by měli být „středního temperamentu“ a „zcela ojedinělou vazbu na rodinu“. Jsou to sebevědomí psi a dobří hlídači, kteří umí sami vyhodnotit vážnost situace a zároveň jsou mimo své teritorium přátelští i k cizím lidem. Potřebují trávit dostatek času se svojí rodinou. Mají dobrý vztah i k dětem i jiným zvířatům, pokud s nimi vyrůstají od štěněcího věku. Jsou aktivní, inteligentní a mají dobrou paměť. Hodí se pro pachové práce, ale je možné cvičit je i pro záchranářské účely. Mají silně vyvinutý obranářský pud, kořistnický již méně. Feny hovawartů jsou také velmi dobré matky. Povahové vlastnosti musí každý pes prokázat při bonitaci a za agresivitu nebo naopak přílišnou bázlivost jsou vyloučeni.
Jsou vhodní spíše pro venkovní chov. S výcvikem je vhodné začít již od štěněcího věku, ačkoliv hovawarti obecně dospívají později než jiná plemena. Jsou také citliví na zacházení a vyžadují dostatek pohybu.
Srst vyžaduje občasné kartáčování, během období línání je nutná častější péče. Naopak časté mytí s použitím šamponu nebo mýdla zhoršuje kvalitu srsti. Drápky by se měly udržovat krátké.

## Zdraví
Povinně je u chovných hovawartů v Česku sledován pouze výskyt dysplazie kyčelního kloubu (DKK). V jejich zemi původu je tomu tak již od roku 1967. Pro zařazení do chovu musí psi mít výsledek 0/0, feny mohou mít i 1/1. Při bonitaci se též odebírá vzorek bukální sliznice. Dalším z dědičných onemocnění, která často postihují tyto psy, je hypotyreóza, tedy snížená funkce štítné žlázy. Jedná se o nejčastější endokrinní onemocnění psů a projevuji se letargií, otupělostí nebo také výrazným zvýšením váhy.
Hovawarti také trpí na pyotraumatickou dermatitidu a primární seboreu, tedy kožní onemocnění.
Obecně se jedná o poměrně zdravé plemeno, nezatížené množstvím dědičných chorob. Proto před uchovněním prochází psi důkladnou kontrolu aby nedocházelo k velkému počtu štěňat s dědičnými vadami.  Jedním z důvodů může být i fakt, že koeficient příbuznosti mezi psy je malý. Dožívají se 10 až 14 let.